# الأنثروبولوجيا في 1870 - 1879
الخط الزمني للأنثروبولوجيا، 1870–1879

## حوادث
1873
- يفتتح المتحف الأمريكي للتاريخ الطبيعي قسم الأنثروبولوجيا

## دوريات
1871
- أنظمة القرابة والمصاهرة في العائلة البشرية

## ولادات
1873
- ليو فروبنيوس
- أرنولد فان شينب
- شارلز سيغمان
- جون ريد سوانسون

## وفيات
1873
- لويس أغاسيز